# 第6回ジャパンフットボールリーグ
第6回ジャパンフットボールリーグは、1997年度に開催されたジャパンフットボールリーグ（JFL）のリーグ戦である。コンサドーレ札幌が優勝した。

## 概要
前年に続く2度目のJリーグ昇格への挑戦となったコンサドーレ札幌は監督にウルグアイからウーゴ・フェルナンデスを迎えるなどスタッフを一新。GKディド、MFウーゴ・マラドーナ、FWホルヘ・ルイス・デリー・バルデスらの経験豊富な選手達の補強に成功。前期戦を14勝1敗で折り返し、第11節以来首位の座を明け渡すことなく圧倒的な強さで優勝した。
また今シーズンから準会員として承認された川崎フロンターレもベッチーニョら効果的な補強を行いシーズン中盤まで札幌を追走し2位をキープしていたが、第20節から3連敗を喫するなど低迷し監督交代の事態に発展。その後は建て直しに成功したが、最終的に東京ガスに競り負け、昇格条件の2位以内という条件を満たす事が出来なかった。
また前年のシーズン終了をもって解散した鳥栖フューチャーズに代わり、サポーターや市民が中心となって結成した新たに発足したサガン鳥栖が、鳥栖Fの受け皿クラブの位置づけでJFLへの新規参入が認められた。なお、鳥栖Fが保有していたJリーグ準会員資格は返上となったが、Jリーグナビスコ杯への参加は認められた。

## 大会概要
- 16クラブで2回戦のリーグ戦で行われた。

### 参加クラブ
第6回JFLの参加クラブは以下の通りである。このうちサガン鳥栖が新規入会（経緯は前述）、ジャトコおよび水戸ホーリーホックが地域リーグからの昇格クラブである。また、富士通川崎サッカー部は組織変更し、川崎フロンターレになった。また、水戸ホーリーホックはプリマハムFC土浦とFC水戸が合併したクラブである。
☆=1997年開幕当初にJリーグ準会員の認定を受けたクラブ
※=1997年開幕当初はJリーグ準会員認定もその後認定を返上したクラブ
×=前身クラブの「解散」に伴いJリーグ準会員認定を抹消されたクラブ
★=1997年シーズン途中にJリーグ準会員の認定を受けたクラブ
前年度成績=特記なきものは第5回JFL（1996年）のもの
| 呼称                        | 正式名称               | 監督 | 主なホームゲーム会場                                                | 前年度成績 | 備考                             |
| --------------------------- | ---------------------- | ---- | ------------------------------------------------------------------- | ---------- | -------------------------------- |
| ※本田技研                   | 本田技研サッカー部     |      | 本田技研都田サッカー場                                              | 1位        |                                  |
| 東京ガス                    | 東京ガスサッカー部     |      | 国立西が丘サッカー場 江戸川区陸上競技場                             | 3位        |                                  |
| ☆コンサドーレ札幌           | コンサドーレ札幌       |      | 札幌厚別公園競技場                                                  | 5位        |                                  |
| ☆ブランメル仙台             | ブランメル仙台         |      | 仙台スタジアム                                                      | 6位        |                                  |
| ヴォルティス徳島            | 大塚FCヴォルティス徳島 |      | 徳島市球技場                                                        | 7位        |                                  |
| モンテディオ山形            | モンテディオ山形       |      | 山形県総合運動公園陸上競技場                                        | 8位        |                                  |
| ★川崎フロンターレ           | 川崎フロンターレ       |      | 川崎市等々力陸上競技場                                              | 9位        | 富士通川崎フットボールクラブ改め |
| 大分FC （大分トリニティー） | 大分フットボールクラブ |      | 大分市営陸上競技場                                                  | 10位       |                                  |
| ヴァンフォーレ甲府          | ヴァンフォーレ甲府     |      | 山梨県小瀬スポーツ公園陸上競技場 甲府市緑が丘スポーツ公園陸上競技場 | 11位       |                                  |
| NTT関東                     | NTT関東サッカー部      |      | 鴻巣市立陸上競技場 川越運動公園陸上競技場                           | 13位       |                                  |
| 福島FC                      | 福島FC                 |      | 郡山総合運動場開成山陸上競技場 郡山市営西部サッカー場               | 14位       |                                  |
| デンソー                    | デンソーサッカー部     |      | 刈谷市総合運動公園多目的グラウンド                                  | 15位       |                                  |
| 西濃運輸                    | 西濃運輸サッカー部     |      | 大垣市浅中公園陸上競技場 長良川球技メドウ                           | 16位       |                                  |
| ×サガン鳥栖                 | サガン鳥栖             |      | 鳥栖スタジアム                                                      | （4位）    | [ 2 ]                            |
| ジャトコ                    | ジャトコサッカー部     |      | 愛鷹広域公園多目的競技場                                            | 東海1部1位 | 全国地域リーグ決勝大会1位で昇格  |
| 水戸ホーリーホック          | 水戸ホーリーホック     |      | 笠松運動公園陸上競技場                                              | 関東1部2位 | 全国地域リーグ決勝大会2位で昇格  |

1. ↑  FC水戸の結成
2. ↑  実質的な前身とされる鳥栖フューチャーズの運営会社解散に伴い準会員資格喪失（順位は1996年の鳥栖F時代のもの）
3. ↑  1996年関東1部・地域決勝時は「プリマハムFC土浦」として出場。その後体裁上プリマハムFCがFC水戸（当時茨城県社会人2部所属）を合併する形をとった。

## 年間順位
| 順位 | クラブ                 | 勝点 | 勝利 | 延長勝 | PK勝 | 敗戦 | 得点 | 失点 | 得失差 |
| ---- | ---------------------- | ---- | ---- | ------ | ---- | ---- | ---- | ---- | ------ |
| 1位  | コンサドーレ札幌       | 76   | 24   | 2      | 0    | 4    | 77   | 26   | ＋51   |
| 2位  | 東京ガス               | 68   | 21   | 2      | 1    | 6    | 70   | 30   | ＋40   |
| 3位  | 川崎フロンターレ       | 67   | 21   | 2      | 0    | 7    | 87   | 36   | ＋51   |
| 4位  | 本田技研               | 65   | 20   | 2      | 1    | 7    | 60   | 37   | ＋23   |
| 5位  | モンテディオ山形       | 56   | 18   | 1      | 0    | 11   | 57   | 36   | ＋21   |
| 6位  | ヴァンフォーレ甲府     | 52   | 15   | 3      | 1    | 11   | 59   | 41   | ＋18   |
| 7位  | 大塚FCヴォルティス徳島 | 41   | 13   | 1      | 0    | 16   | 50   | 45   | ＋5    |
| 8位  | ブランメル仙台         | 40   | 12   | 1      | 2    | 15   | 37   | 43   | －6    |
| 9位  | NTT関東                | 39   | 11   | 3      | 0    | 16   | 48   | 49   | －1    |
| 10位 | 福島FC                 | 38   | 12   | 1      | 0    | 17   | 38   | 54   | －16   |
| 11位 | サガン鳥栖             | 32   | 8    | 3      | 2    | 17   | 38   | 49   | －11   |
| 12位 | 大分FC                 | 29   | 7    | 4      | 0    | 19   | 42   | 64   | －22   |
| 13位 | デンソー               | 27   | 7    | 2      | 2    | 19   | 29   | 49   | －20   |
| 14位 | 西濃運輸               | 15   | 5    | 0      | 0    | 25   | 24   | 67   | －43   |
| 15位 | ジャトコ               | 11   | 2    | 1      | 3    | 24   | 25   | 70   | －45   |
| 16位 | 水戸ホーリーホック     | 10   | 3    | 0      | 1    | 26   | 24   | 69   | －45   |

| Jリーグ昇格 |
| 廃部・解散  |

### 得点ランキング
| 順位 | 選手名       | クラブ           | 得点数 |
| ---- | ------------ | ---------------- | ------ |
| 1    | バルデス     | コンサドーレ札幌 | 40     |
| 2    | ムタイル     | 川崎フロンターレ | 21     |
| 3    | アンジェロ   | モンテディオ山形 | 19     |
| 3    | ベッチーニョ | 川崎フロンターレ | 19     |
| 3    | アマラオ     | 東京ガス         | 19     |

## 来期の変動
- 福島FCは解散。
- 西濃運輸サッカー部は廃部。

## 表彰
| 賞             | 選手名   | 所属クラブ       |
| -------------- | -------- | ---------------- |
| 最優秀選手賞   | バルデス | コンサドーレ札幌 |
| 得点王         | バルデス | コンサドーレ札幌 |
| 新人王         | 小林成光 | 東京ガス         |
| ベストGK賞     | ディド   | コンサドーレ札幌 |
| フェアプレー賞 | 岡本隆吾 | NTT関東          |

### ベスト11
| ポジション | 選手名     | 所属クラブ       |
| ---------- | ---------- | ---------------- |
| GK         | ディド     | コンサドーレ札幌 |
| DF         | ペレイラ   | コンサドーレ札幌 |
| DF         | 藤山竜仁   | 東京ガス         |
| DF         | 本吉剛     | 東京ガス         |
| MF         | 後藤義一   | コンサドーレ札幌 |
| MF         | 太田貴光   | コンサドーレ札幌 |
| MF         | 中西哲生   | 川崎フロンターレ |
| MF         | 浅利悟     | 東京ガス         |
| FW         | バルデス   | コンサドーレ札幌 |
| FW         | マラドーナ | コンサドーレ札幌 |
| FW         | 関口隆男   | 大塚製薬         |